# Mishel Piastro
Mishel Piastro (Kerč', 19 giugno 1891 – New York, 10 aprile 1970) è stato un violinista e direttore d'orchestra statunitense di origine russa.

## Biografia
Mishel Piastro fu un violinista statunitense di origine russa. Iniziò lo studio del violino con suo padre, poi studiò al Conservatorio di San Pietroburgo con Leopold Auer dal 1906 al 1910. In seguito intraprese una serie di tournée concertistiche in Russia, e fu concertmaster dell’Orchestra Sinfonica di Riga. 
Trasferirsi in Occidente, avviò una serie di tournée in Europa e fece il suo debutto a New York nel 1920. Dal 1925 al 1931 fu la spalla della San Francisco Symphony Orchestra. 
Nel 1931 entrò a far parte della New York Philharmonic Orchestra. Qui fu il concertmaster
sotto Arturo Toscanini e dal 1941 di John Barbirolli. Nel 1943 il nuovo direttore musicale Arthur Rodziński licenziò Piastro e altri 13 strumentisti. 
Piastro, pur continuando a suonare, iniziò  a dedicarsi alla direzione d’orchestra, diventando in seguito il direttore della Longines Symphonette (sponsorizzata dalla società di orologi Longines - Wittnauer). Piastro continuò a dirigerla fino alla fine degli anni Quaranta. Negli anni Cinquanta e Sessanta Piastro si dedicò prevalentemente alla direzione d'orchestra. Dal 1961 al 1965 diresse i corsi estivi a East-Lansing dell’Università del Michigan.